# تپه شورکند
تپه شورکند مربوط به هزاره ۵ قبل از میلاد - هزاره اول قبل از میلاد - سدهٔ ۸–۶ ه.ق است و در شهرستان نقده، بخش محمدیار، دهستان حسنلو، روستای شیخ احمد واقع شده و این اثر در تاریخ ۷ خرداد ۱۳۸۷ با شمارهٔ ثبت ۲۲۹۱۴ به‌عنوان یکی از آثار ملی ایران به ثبت رسیده است.